# ATC代码 (A12)
ATC代码A12（矿物质补充剂）是解剖学治疗学及化学分类系统的一个药物分组，这是由世界卫生组织药物统计方法整合中心所制定的药品及其它医用产品的官方分类系统。分组A12是A消化系统和代谢系统的一部分。
兽用代码（ATCvet码）可以在人用ATC代码前加Q字母：QA12等。没有相应人用ATC代码的ATCvet在以下列表中通过前置Q字母表示。
国家ATC分类可能包括列表中没有的其它分类，列表为世界卫生组织（WHO）版本。

## A12A钙（Calcium）

### A12AA 钙（Calcium）
A12AA01 磷酸钙（Calcium phosphate）
A12AA02 葡乳醛酸钙（Calcium glubionate）
A12AA03 葡萄糖酸钙（Calcium gluconate）
A12AA04 碳酸钙（Calcium carbonate）
A12AA05 乳酸钙（Calcium lactate）
A12AA06 葡乳糖酸钙（Calcium lactate gluconate）
A12AA07 氯化钙（Calcium chloride）
A12AA08 甘油磷酸钙（Calcium glycerylphosphate）
A12AA09 枸橼酸钙赖氨酸复合物（Calcium citrate lysine complex）
A12AA10 葡庚糖酸钙（Calcium glucoheptonate）
A12AA11 潘氨酸钙（Calcium pangamate）
A12AA12 无水醋酸钙（Calcium acetate anhydrous）
A12AA20 各种钙盐的复方（Calcium (different salts in combination)）
A12AA30 乙酰丙酸钙（Calcium laevulate）

## A12B钾（Potassium）

### A12BA 钾（Potassium）
A12BA01 氯化钾（Potassium chloride）
A12BA02 枸橼酸钾（Potassium citrate）
A12BA03 酒石酸氢钾（Potassium hydrogentartrate）
A12BA04 碳酸氢钾（Potassium hydrogencarbonate）
A12BA05 葡萄糖酸钾（Potassium gluconate）
A12BA30 复方（Combinations）
A12BA51 氯化钾复方（Potassium chloride, combinations）

## A12C 其它矿物质补充剂（Other mineral supplements）

### A12CA钠（Sodium）
A12CA01 氯化钠（Sodium chloride）
A12CA02 硫酸钠（Sodium sulfate）

### A12CB锌（Zinc）
A12CB01 硫酸锌（Zinc sulfate）
A12CB02 葡萄糖酸锌（Zinc gluconate）
A12CB03 锌蛋白复合物（Zinc protein complex）

### A12CC镁（Magnesium）
A12CC01 氯化镁（Magnesium chloride）
A12CC02 硫酸镁（Magnesium sulfate）
A12CC03 葡萄糖酸镁（Magnesium gluconate）
A12CC04 枸橼酸镁（Magnesium citrate）
A12CC05 门冬氨酸镁（Magnesium aspartate）
A12CC06 乳酸镁（Magnesium lactate）
A12CC07 乙酰丙酸镁（Magnesium levulinate）
A12CC08 氧代脯氨酸镁（Magnesium pidolate）
A12CC09 乳清酸镁（Magnesium orotate）
A12CC10 氧化镁（Magnesium oxide）
A12CC30 各种镁盐的复方（Magnesium (different salts in combination)）

### A12CD氟化物（Fluoride）
A12CD01 氟化钠（Sodium fluoride）
A12CD02 单氟磷酸钠（Sodium monofluorophosphate）
A12CD51 氟化物复方（Fluoride, combinations）

### A12CE硒（Selenium）
A12CE01 硒酸纳（Sodium selenate）
A12CE02 亚硒酸纳（Sodium selenite）
QA12CE99 硒，复方（Selenium, combinations）

### A12CX 其它矿物质药物（Other mineral products）
QA12CX90 托定磷（Toldimfos）
QA12CX91 布他磷（Butafosfan）
QA12CX99 其它矿物质药物，复方（Other mineral products, combinations）